# Борки (Яворовский район)
Бо́рки (укр. Бірки) — село в Ивано-Франковской поселковой общине Яворовского района Львовской области Украины.
Население по переписи 2001 года составляло 2203 человека. Занимает площадь 2,765 км². Почтовый индекс — 81092. Телефонный код — 3259.

## История
В 1946 г. Указом ПВС УССР село Борки Доминиканские переименовано в Борки.